# Second Leiter Building
Il Second Leiter Building, noto anche come Leiter II Building, Edificio Sears, One Congress Center e Robert Morris Center, si trova all'angolo nord-est di South State Street e East Ida B. Wells Drive a Chicago, Illinois. L'edificio non deve essere confuso con l'attuale Willis Tower, precedentemente Sears Tower, costruita e di proprietà della famosa azienda nazionale di vendita per corrispondenza Sears, Roebuck & Company. L'edificio si rifà ai principi dell'architettura della Scuola di Chicago è diventato famoso per essere uno dei primi edifici commerciali costruiti con uno scheletro metallico ancora esistente negli Stati Uniti.

## Descrizione
Costruito nel 1891 da Levi Z. Leiter, (1834–1904), il Secondo Edificio Leiter fu progettato dall'architetto William Le Baron Jenney, che implementò lo scheletro in acciaio per rendere la struttura ignifuga. L'edificio fu affittato da Levi Leiter al grande magazzino Siegel, Cooper and Company che lo occupò per circa sette anni. Dopo la chiusura di Siegel Cooper, l'edificio ospitò vari inquilini fino a diventare il negozio di punta di Sears, Roebuck and Company nel centro città nel 1931. Sears occupò lo spazio fino al 1986 quando decise di chiudere il negozio e lo spazio fu affittato ad altri inquilini.
La struttura ha otto piani e occupa l'intero isolato di State Street tra Ida B. Wells Drive e Van Buren Street. La facciata di State Street è composta da nove campate separate da ampi pilastri. I pilastri sono sormontati da semplici capitelli e una cornice non adornata corona l'intera struttura. Le facciate di Ida B. Wells e Van Buren sono larghe tre campate con dimensioni di 120 m per 44 m. All'interno di ogni campata ci sono quattro finestre su ogni piano allineate verticalmente. L'edificio è rivestito di granito rosa. Ogni piano contiene 4,600 m2 con soffitti di 4.9 m e può essere diviso per ospitare più inquilini.
Il suo predecessore, il Leiter I Building, fu progettato da Jenney nel 1879 e si trovava a Wells e Monroe fino alla sua demolizione nel 1972. Il Secondo Edificio Leiter fu designato National Historic Landmark nel 1976 e Chicago Landmark il 14 gennaio 1997. Dal 1998 al 2020, l'edificio è stato sede del campus di Chicago della Robert Morris University, che ha lasciato lo spazio dopo la sua fusione con la Roosevelt University il 9 marzo 2020.